# Biosteres
Biosteres är ett släkte av steklar som beskrevs av Förster 1862. Biosteres ingår i familjen bracksteklar.

## Bildgalleri

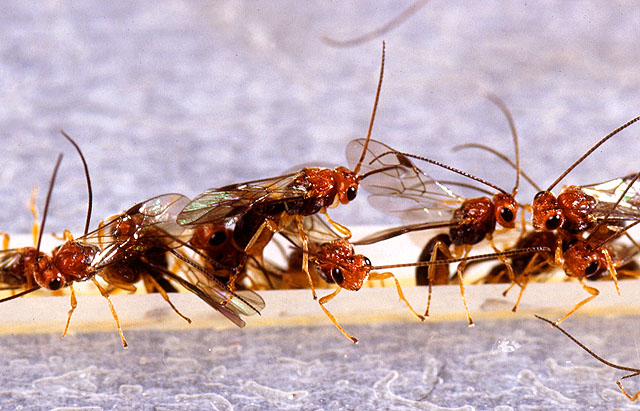
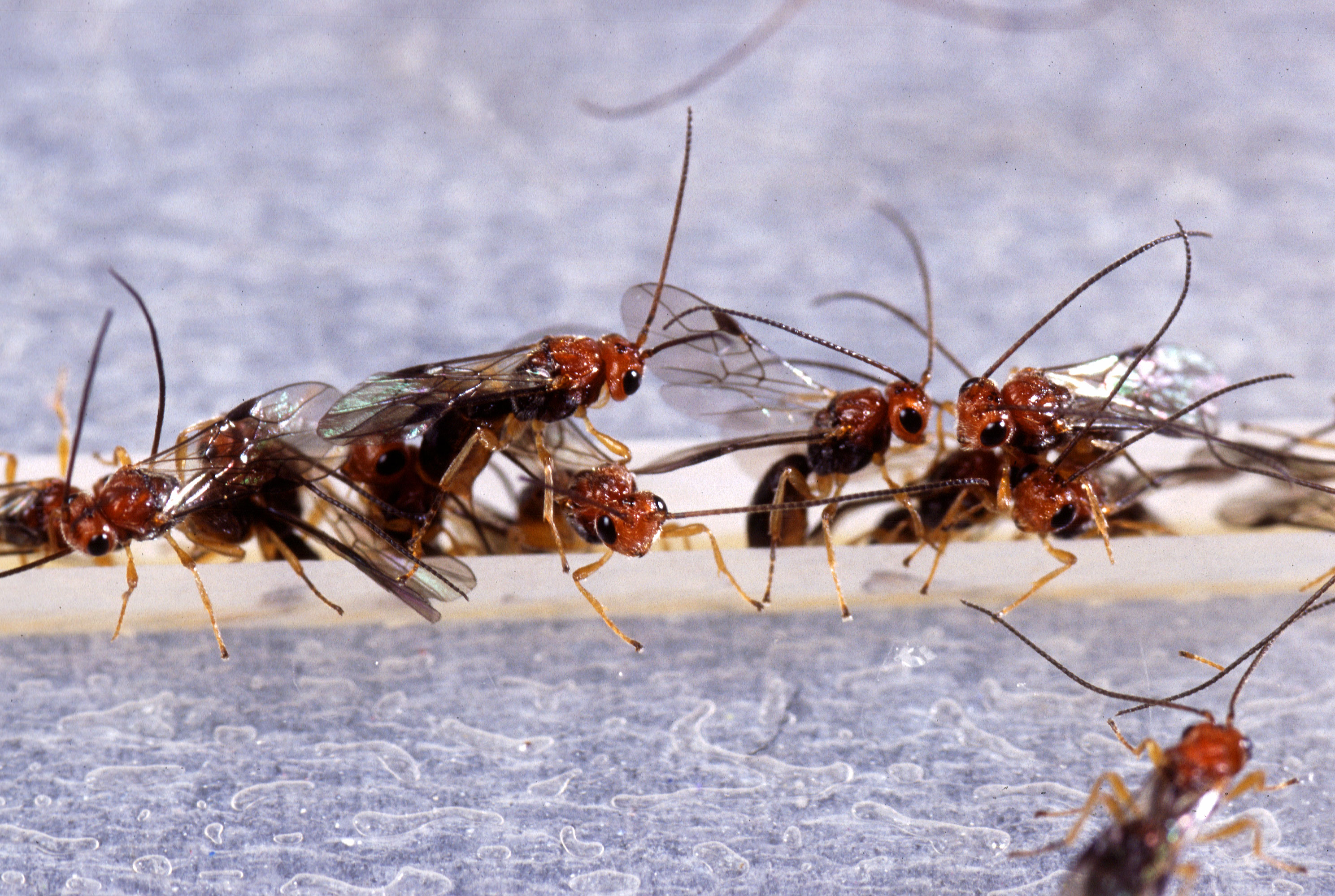

## Dottertaxa tillBiosteres, i alfabetisk ordning[1][2]
- Biosteres aconiti
- Biosteres adanaensis
- Biosteres advectus
- Biosteres aietes
- Biosteres altaiensis
- Biosteres analis
- Biosteres anthomyiae
- Biosteres arenarius
- Biosteres argos
- Biosteres basidentatus
- Biosteres bicolor
- Biosteres blandus
- Biosteres borealis
- Biosteres borneensis
- Biosteres bremeri
- Biosteres brevipalpis
- Biosteres brevisulcus
- Biosteres californicus
- Biosteres carbonarius
- Biosteres caudatulus
- Biosteres cubocephalus
- Biosteres cumatus
- Biosteres distractus
- Biosteres dudichi
- Biosteres fasciatus
- Biosteres foveolatus
- Biosteres fuerteventurensis
- Biosteres fulvus
- Biosteres haemorrhoeus
- Biosteres hoplocrotaphiopsis
- Biosteres impressus
- Biosteres incertus
- Biosteres jason
- Biosteres kashmirensis
- Biosteres kayapinarensis
- Biosteres kukakensis
- Biosteres kurilicus
- Biosteres laevigatus
- Biosteres laosicola
- Biosteres lentulus
- Biosteres longicauda
- Biosteres longina
- Biosteres lorax
- Biosteres magnicornis
- Biosteres micans
- Biosteres millironi
- Biosteres novissimus
- Biosteres numerosus
- Biosteres oaxacanus
- Biosteres oranensis
- Biosteres pilotus
- Biosteres placidus
- Biosteres politus
- Biosteres punctiscuta
- Biosteres punctivertex
- Biosteres quebecensis
- Biosteres rectinotaulis
- Biosteres remigii
- Biosteres retractus
- Biosteres rusticus
- Biosteres sahyadrensis
- Biosteres scabriculus
- Biosteres sibiricus
- Biosteres spinaciae
- Biosteres spinaciaeformis
- Biosteres stonehamensis
- Biosteres subxantippe
- Biosteres sylvaticus
- Biosteres tenebrigaster
- Biosteres testaceipes
- Biosteres toulonus
- Biosteres townesi
- Biosteres urbani
- Biosteres wesmaelii
- Biosteres vitalcensis
- Biosteres xanthippe